# 90e Kisei (shogi) 2018-2019
«Édition précédente (89)
90e Kisei
Édition suivante (91)»

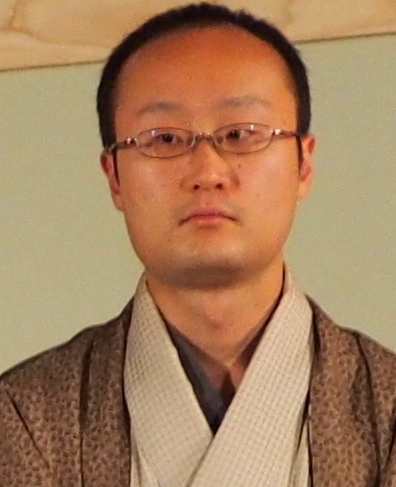
Akira Watanabe, le vainqueur du tournoi.

Le 90e Kisei (第90期棋聖戦), appelé aussi « coupe Hulic », est une compétition majeure du shogi professionnel japonais organisée en 2018 et 2019 comptant pour la saison 2018-2019.

## Kiseisen Goban Shobu

### Présentation
Le championnat Kisei a opposé le tenant du titre Masayuki Toyoshima, détenteur de trois des huit couronnes du shogi professionnel, au challenger Akira Watanabe qui lui en détenait deux.
Akira Watanabe s'empare du titre ; il détient après cette victoire trois titres majeurs simultanément.

### Tableau
| Partie                                      | Date       | Sente                                               | Sente                                               | Né en                                               | Gote                                                | Gote                                                | Né en                                               | Toyoshima                                           | Watanabe                                            | Lieu          |
| ------------------------------------------- | ---------- | --------------------------------------------------- | --------------------------------------------------- | --------------------------------------------------- | --------------------------------------------------- | --------------------------------------------------- | --------------------------------------------------- | --------------------------------------------------- | --------------------------------------------------- | ------------- |
| 1                                           | 04/06/2019 | Akira Watanabe                                      | 渡辺明                                              | 1984                                                | Masayuki Toyoshima                                  | 豊島将之                                            | 1990                                                | 1                                                   | 0                                                   | Sumoto        |
| 2                                           | 19/06/2019 | Masayuki Toyoshima                                  | 豊島将之                                            | 1990                                                | Akira Watanabe                                      | 渡辺明                                              | 1984                                                | 1                                                   | 1                                                   | Nagoya        |
| 3                                           | 29/06/2019 | Akira Watanabe                                      | 渡辺明                                              | 1984                                                | Masayuki Toyoshima                                  | 豊島将之                                            | 1990                                                | 1                                                   | 2                                                   | Numazu        |
| 4                                           | 09/07/2019 | Masayuki Toyoshima                                  | 豊島将之                                            | 1990                                                | Akira Watanabe                                      | 渡辺明                                              | 1984                                                | 1                                                   | 3                                                   | Niigata       |
| 5                                           | 16/07/2019 | Non disputé, Akira Watanabe s'étant emparé du titre | Non disputé, Akira Watanabe s'étant emparé du titre | Non disputé, Akira Watanabe s'étant emparé du titre | Non disputé, Akira Watanabe s'étant emparé du titre | Non disputé, Akira Watanabe s'étant emparé du titre | Non disputé, Akira Watanabe s'étant emparé du titre | Non disputé, Akira Watanabe s'étant emparé du titre | Non disputé, Akira Watanabe s'étant emparé du titre | Tokyo Shibuya |
| Akira Watanabe bat Masayuki Toyoshima 3 - 1 |            |                                                     |                                                     |                                                     |                                                     |                                                     |                                                     |                                                     |                                                     |               |

### Parties
1. ↑  (ja) « ▲Akira Watanabe △Masayuki Toyoshima "Rikisen Ibisha" 90e Kisei, Goban shobu, partie 1 », sur ロックショウギ,‎ 3 juin 2019 (consulté le 7 juillet 2019)
2. ↑  (ja) « ▲Masayuki Toyoshima − △Akira Watanabe "kakugawari" 90e Kisei, goban shobu, partie 2 », sur ロックショウギ,‎ 18 juin 2019 (consulté le 9 juillet 2019)
3. ↑  (ja) « ▲Akira Watanabe − △Masayuki Toyoshima "rikisen ibisha"  90e kisei, goban shobu, partie 3 », sur ロックショウギ,‎ 28 juin 2019 (consulté le 9 juillet 2019)
4. ↑  (ja) « ▲Masayuki Toyoshima − △Akira Watanabé "Rikisen Ibisha"  90e Kisei, goban shobu, partie 4 », sur ロックショウギ,‎ 8 juillet 2019 (consulté le 10 juillet 2019)

## Kesshō tōnamento

### Présentation
Le tournoi des candidats (Kessho Tonamento / 決勝トーナメント) a réuni 16 compétiteurs.
8 qualifiés d'office :
- Yoshiharu Habu 88e Kisei
- Hiroyuki Miura finaliste Kessho tonamento 89e Kisei
- Akira Inaba demi-finaliste Kessho tonamento 89e Kisei
- Koru Abe demi finaliste Kessho tonamento 89e Kisei
- Amahiko Sato Meijin
- Tatsuya Sugai Ōi
- Akira Watanabe Kiō
- Taichi Nakamura Ōza

8 qualifiés issus des Niji-Yosen :
- Kazuki Kimura 1-kumi
- Akihito Hirose 2-kumi
- Wataru Yoshiro 3-kumi
- Hiroaki Yokoyama 4-kumi
- Takanori Hashimoto 5-kumi
- Toshiaki Kubo 6-kumi
- Kohei Funae 7-kumi
- Masataka Goda 8-kumi

### Tableau
| Qualité                  | Compétiteur        | Compétiteur | Compétiteur | Huitième de finale | Quart de finale                                | Demi-finale                                  | Finale                                      |
| ------------------------ | ------------------ | ----------- | ----------- | ------------------ | ---------------------------------------------- | -------------------------------------------- | ------------------------------------------- |
| 88e Kisei                | Yoshiharu Habu     | 羽生 善治   | 1970        | Yoshiharu Habu     | Tatsuya Sugai                                  | Akira Watanabe Sugai-Watanabe 0-1 17/04/2019 | Akira Watanabe Watanabe-Goda 1-0 26/04/2019 |
| Vainqueur 7-kumi         | Kohei Funae        | 船江 恒平   | 1987        | Yoshiharu Habu     | Tatsuya Sugai                                  | Akira Watanabe Sugai-Watanabe 0-1 17/04/2019 | Akira Watanabe Watanabe-Goda 1-0 26/04/2019 |
| Vainqueur 1-kumi         | Kazuki Kimura      | 木村一基    | 1973        | Tatsuya Sugai      | Tatsuya Sugai                                  | Akira Watanabe Sugai-Watanabe 0-1 17/04/2019 | Akira Watanabe Watanabe-Goda 1-0 26/04/2019 |
| Ōi                       | Tatsuya Sugai      | 菅井 竜也   | 1992        | Tatsuya Sugai      | Tatsuya Sugai                                  | Akira Watanabe Sugai-Watanabe 0-1 17/04/2019 | Akira Watanabe Watanabe-Goda 1-0 26/04/2019 |
| Kiō                      | Akira Watanabe     | 渡辺 明     | 1984        | Akira Watanabe     | Akira Watanabe Watanabe - Inaba 1-0 09/04/2019 | Akira Watanabe Sugai-Watanabe 0-1 17/04/2019 | Akira Watanabe Watanabe-Goda 1-0 26/04/2019 |
| Vainqueur 5-kumi         | Takanori Hashimoto | 橋本 崇載   | 1983        | Akira Watanabe     | Akira Watanabe Watanabe - Inaba 1-0 09/04/2019 | Akira Watanabe Sugai-Watanabe 0-1 17/04/2019 | Akira Watanabe Watanabe-Goda 1-0 26/04/2019 |
| Vainqueur 4-kumi         | Hiroaki Yokoyama   | 横山泰明    | 1980        | Akira Inaba        | Akira Watanabe Watanabe - Inaba 1-0 09/04/2019 | Akira Watanabe Sugai-Watanabe 0-1 17/04/2019 | Akira Watanabe Watanabe-Goda 1-0 26/04/2019 |
| 89e Kisei demi-finaliste | Akira Inaba        | 稲葉陽      | 1988        | Akira Inaba        | Akira Watanabe Watanabe - Inaba 1-0 09/04/2019 | Akira Watanabe Sugai-Watanabe 0-1 17/04/2019 | Akira Watanabe Watanabe-Goda 1-0 26/04/2019 |
| 89e Kisei demi-finaliste | Koru Abe           | 阿部 光瑠   | 1994        | Masataka Goda      | Masataka Goda Goda-T.Nakamura 1-0 11/04/2019   | Masataka Goda Kubo-Goda 0-1 19/04/2019       | Akira Watanabe Watanabe-Goda 1-0 26/04/2019 |
| Vainqueur 8-kumi         | Masataka Goda      | 郷田真隆    | 1971        | Masataka Goda      | Masataka Goda Goda-T.Nakamura 1-0 11/04/2019   | Masataka Goda Kubo-Goda 0-1 19/04/2019       | Akira Watanabe Watanabe-Goda 1-0 26/04/2019 |
| Vainqueur 2-kumi         | Akihito Hirose     | 広瀬章人    | 1987        | Taichi Nakamura    | Masataka Goda Goda-T.Nakamura 1-0 11/04/2019   | Masataka Goda Kubo-Goda 0-1 19/04/2019       | Akira Watanabe Watanabe-Goda 1-0 26/04/2019 |
| Ōza                      | Taichi Nakamura    | 中村 太地   | 1988        | Taichi Nakamura    | Masataka Goda Goda-T.Nakamura 1-0 11/04/2019   | Masataka Goda Kubo-Goda 0-1 19/04/2019       | Akira Watanabe Watanabe-Goda 1-0 26/04/2019 |
| Meijin                   | Amahiko Sato       | 佐藤天彦    | 1988        | Wataru Yashiro     | Toshiaki Kubo                                  | Masataka Goda Kubo-Goda 0-1 19/04/2019       | Akira Watanabe Watanabe-Goda 1-0 26/04/2019 |
| Vainqueur 3-kumi         | Wataru Yashiro     | 八代弥      | 1994        | Wataru Yashiro     | Toshiaki Kubo                                  | Masataka Goda Kubo-Goda 0-1 19/04/2019       | Akira Watanabe Watanabe-Goda 1-0 26/04/2019 |
| Vainqueur 6-kumi         | Toshiaki Kubo      | 久保利明    | 1975        | Toshiaki Kubo      | Toshiaki Kubo                                  | Masataka Goda Kubo-Goda 0-1 19/04/2019       | Akira Watanabe Watanabe-Goda 1-0 26/04/2019 |
| 89e Kisei finaliste      | Hiroyuki Miura     | 三浦弘行    | 1974        | Toshiaki Kubo      | Toshiaki Kubo                                  | Masataka Goda Kubo-Goda 0-1 19/04/2019       | Akira Watanabe Watanabe-Goda 1-0 26/04/2019 |

Akira Watanabe remporte le Kessho Tonamento et devient le challenger du Kisei Masayuki Toyoshima.

### Parties
finale
1. ↑  (ja) « ▲Akira Watanabe △Masataka Goda "Kakugawari" 90e Kisei, Kessho tonamento, finale », sur ロックショウギ,‎ 25 avril 2019 (consulté le 20 juillet 2019)

demi-finale
1. ↑  (ja) « ▲Tatsuya Sugai – △ Akira Watanabe "Sente Nakabisha" 90e Kisei, Kessho tonamento, demi-finale », sur ロックショウギ,‎ 16 avril 2019 (consulté le 21 juillet 2019)
2. ↑  (ja) « ▲Toshiaki Kubo – △Masataka Goda "sankenbisha" 90e Kisei, kessho tonamento, demi-finale », sur ロックショウギ,‎ 18 avril 2019 (consulté le 20 juillet 2019)

quart de finale
1. ↑  (ja) « ▲Akira Watanabe – △Akira Inaba "Kakugawari"  90° Kisei, Kessho tonamento, Quart de finale " », sur ロックショウギ,‎ 8 avril 2019 (consulté le 31 juillet 2019)
2. ↑  (ja) « ▲Masataka Goda – △Taichi Nakamura , "kakugawari" 90e Kisei, Kessho tonamento, quart de finale », sur ロックショウギ,‎ 10 avril 2019 (consulté le 21 juillet 2019)

## Niji-Yosen
La seconde étape des qualifications (Niji-Yosen) a été composée de 8 tournois à élimination directe réunissant 55 compétiteurs.
Chaque vainqueur a accédé au Kessho tonamento

### 1-Kumi
| Qualité                       | Compétiteur      | Compétiteur | Compétiteur | 1er Tour         | Demi-finale   | Finale        |
| ----------------------------- | ---------------- | ----------- | ----------- | ---------------- | ------------- | ------------- |
| Jun'i-sen B1                  | Kazuki Kimura    | 木村一基    | 1973        | Kazuki Kimura    | Kazuki Kimura | Kazuki Kimura |
| Jun'i-sen B2                  | Yoshiyuki Kubota | 窪田義行    | 1972        | Kazuki Kimura    | Kazuki Kimura | Kazuki Kimura |
| Jun'i-sen B2                  | Hiroki Iizuka    | 飯塚祐紀    | 1969        | Daisuke Suzuki   | Kazuki Kimura | Kazuki Kimura |
| Jun'i-sen B2                  | Daisuke Suzuki   | 鈴木大介    | 1973        | Daisuke Suzuki   | Kazuki Kimura | Kazuki Kimura |
| Jun'i-sen B1                  | Hirotaka Nozuki  | 野月浩貴    | 1973        | Daisuke Nakagawa | Kenjirō Abe   | Kazuki Kimura |
| Jun'i-sen B2                  | Daisuke Nakagawa | 中川大輔    | 1968        | Daisuke Nakagawa | Kenjirō Abe   | Kazuki Kimura |
| Ichiyosen Toppa イ組 / i-gumi | Kenjirō Abe      | 阿部健治郎  | 1989        | Kenjirō Abe      | Kenjirō Abe   | Kazuki Kimura |

### 2-Kumi
| Qualité                          | Compétiteur    | Compétiteur | Compétiteur | 1er Tour       | Demi-finale    | Finale         |
| -------------------------------- | -------------- | ----------- | ----------- | -------------- | -------------- | -------------- |
| Jun'i-sen A                      | Akihito Hirose | 広瀬章人    | 1987        | Akihito Hirose | Akihito Hirose | Akihito Hirose |
| Jun'i-sen A                      | Yasumitsu Sato | 佐藤康光    | 1969        | Akihito Hirose | Akihito Hirose | Akihito Hirose |
| Jun'i-sen B2                     | Hiroki Nakata  | 中田宏樹    | 1964        | Takeshi Fujii  | Akihito Hirose | Akihito Hirose |
| Jun'i-sen B2                     | Takeshi Fujii  | 藤井猛      | 1970        | Takeshi Fujii  | Akihito Hirose | Akihito Hirose |
| Jun'i-sen B2                     | Shota Chida    | 千田翔太    | 1994        | Shota Chida    | Daichi Sasaki  | Akihito Hirose |
| Jun'i-sen B2                     | Kōsuke Tamura  | 田村康介    | 1976        | Shota Chida    | Daichi Sasaki  | Akihito Hirose |
| Ichijiyosen toppa ロ組 / Ro-gumi | Daichi Sasaki  | 佐々木大地  | 1995        | Daichi Sasaki  | Daichi Sasaki  | Akihito Hirose |

### 3-Kumi
| Qualité                          | Compétiteur       | Compétiteur | Compétiteur | 1er Tour          | Demi-finale    | Finale         |
| -------------------------------- | ----------------- | ----------- | ----------- | ----------------- | -------------- | -------------- |
| Jun'i-sen B2                     | Yasuaki Murayama  | 村山慈明    | 1984        | Makoto Tobe       | Makoto Tobe    | Wataru Yashiro |
| Jun'i-sen B2                     | Makoto Tobe       | 戸辺誠      | 1986        | Makoto Tobe       | Makoto Tobe    | Wataru Yashiro |
| Jun'i-sen B2                     | Osamu Nakamura    | 中村修      | 1962        | Osamu Nakamura    | Makoto Tobe    | Wataru Yashiro |
| Jun'i-sen B2                     | Makoto Sasaki     | 佐々木慎    | 1980        | Osamu Nakamura    | Makoto Tobe    | Wataru Yashiro |
| Jun'i-sen B2                     | Eiji Iijima       | 飯島栄治    | 1979        | Tadahisa Maruyama | Wataru Yashiro | Wataru Yashiro |
| Jun'i-sen B2                     | Tadahisa Maruyama | 丸山忠久    | 1970        | Tadahisa Maruyama | Wataru Yashiro | Wataru Yashiro |
| Ichijiyosen toppa ハ組 / Ha-gumi | Yashiro Wataru    | 八代弥      | 1994        | Wataru Yashiro    | Wataru Yashiro | Wataru Yashiro |

### 4-Kumi
| Qualité                          | Compétiteur      | Compétiteur | Compétiteur | 1er Tour         | Demi-finale      | Finale           |
| -------------------------------- | ---------------- | ----------- | ----------- | ---------------- | ---------------- | ---------------- |
| Jun'i-sen A                      | Chikara Akutsu   | 阿久津主税  | 1982        | Chikara Akutsu   | Hiroaki Yokoyama | Hiroaki Yokoyama |
| Jun'i-sen B1                     | Ayumu Matsuo     | 松尾歩      | 1980        | Chikara Akutsu   | Hiroaki Yokoyama | Hiroaki Yokoyama |
| Kisei chōsen keiken-sha          | Akira Shima      | 島朗        | 1956        | Hiroaki Yokoyama | Hiroaki Yokoyama | Hiroaki Yokoyama |
| Jun'i-sen B2                     | Hiroaki Yokoyama | 横山泰明    | 1980        | Hiroaki Yokoyama | Hiroaki Yokoyama | Hiroaki Yokoyama |
| Jun'i-sen B2                     | Takuya Nagase    | 永瀬拓矢    | 1992        | Takuya Nagase    | Takuma Oikawa    | Hiroaki Yokoyama |
| Jun'i-sen B1                     | Nobuyuki Yashiki | 屋敷伸之    | 1972        | Takuya Nagase    | Takuma Oikawa    | Hiroaki Yokoyama |
| Ichijiyosen toppa 二組 / Ni-gumi | Takuma Oikawa    | 及川拓馬    | 1987        | Takuma Oikawa    | Takuma Oikawa    | Hiroaki Yokoyama |

### 5-Kumi
| Qualité                          | Compétiteur        | Compétiteur | Compétiteur | 1er Tour           | Demi-finale        | Finale             |
| -------------------------------- | ------------------ | ----------- | ----------- | ------------------ | ------------------ | ------------------ |
| Kisei keiken-sha                 | Torahiko Tanaka    | 田中寅彦    | 1957        | Taku Morishita     | Takanori Hashimoto | Takanori Hashimoto |
| Kisei chōsen keiken-sha          | Taku Morishita     | 森下卓      | 1966        | Taku Morishita     | Takanori Hashimoto | Takanori Hashimoto |
| Jun'i-sen B1                     | Hisachi Namekata   | 行方尚史    | 1973        | Takanori Hashimoto | Takanori Hashimoto | Takanori Hashimoto |
| Jun'i-sen B1                     | Takanori Hashimoto | 橋本崇載    | 1983        | Takanori Hashimoto | Takanori Hashimoto | Takanori Hashimoto |
| Jun'i-sen A                      | Koichi Fukaura     | 深浦康市    | 1972        | Koichi Fukaura     | Koichi Fukaura     | Takanori Hashimoto |
| Jun'i-sen B2                     | Manabu Senzaki     | 先崎学      | 1970        | Koichi Fukaura     | Koichi Fukaura     | Takanori Hashimoto |
| Ichijiyosen toppa ホ組 / Ho-gumi | Kōta Kanai         | 金井恒太    | 1986        | Kota Kanai         | Koichi Fukaura     | Takanori Hashimoto |

### 6-Kumi
| Qualité                          | Compétiteur      | Compétiteur | Compétiteur | 1er Tour       | Demi-finale   | Finale        |
| -------------------------------- | ---------------- | ----------- | ----------- | -------------- | ------------- | ------------- |
| Osho                             | Toshiaki Kubo    | 久保利明    | 1975        | Toshiaki Kubo  | Toshiaki Kubo | Toshiaki Kubo |
| Jun'i-sen B1                     | Shintaro Saito   | 斎藤慎太郎  | 1993        | Shintaro Saito | Toshiaki Kubo | Toshiaki Kubo |
| Jun'i-sen B2                     | Shingo Sawada    | 澤田 真吾   | 1991        | Shintaro Saito | Toshiaki Kubo | Toshiaki Kubo |
| Jun'i-sen B2                     | Tadashi Ōishi    | 大石直嗣    | 1989        | Tadashi Ōishi  | Sota Fujii    | Toshiaki Kubo |
| Jun'i-sen B2                     | Kensuke Kitahama | 北浜健介    | 1975        | Tadashi Ōishi  | Sota Fujii    | Toshiaki Kubo |
| Ichijiyosen toppa へ組 / He-gumi | Sota Fujii       | 藤井聡太    | 2002        | Sota Fujii     | Sota Fujii    | Toshiaki Kubo |

### 7-Kumi
| Qualité                          | Compétiteur         | Compétiteur | Compétiteur | 1er Tour          | Demi-finale     | Finale      |
| -------------------------------- | ------------------- | ----------- | ----------- | ----------------- | --------------- | ----------- |
| Jun'i-sen B2                     | Naruyuki Hatakeyama | 畠山成幸    | 1969        | Kohei Funae       | Kohei Funae     | Kohei Funae |
| Zenki honsen shinshutsu          | Kohei Funae         | 船江恒平    | 1987        | Kohei Funae       | Kohei Funae     | Kohei Funae |
| Kisei keiken-sha                 | Kiyozumi Kiriyama   | 桐山清澄    | 1947        | Mamoru Hatakeyama | Kohei Funae     | Kohei Funae |
| Jun'i-sen B1                     | Mamoru Hatakeyama   | 畠山鎮      | 1969        | Mamoru Hatakeyama | Kohei Funae     | Kohei Funae |
| Jun'i-sen B1                     | Koji Tanigawa       | 谷川浩司    | 1962        | Koji Tanigawa     | Takahiro Ōhashi | Kohei Funae |
| Jun'i-sen B1                     | Takayuki Yamasaki   | 山崎隆之    | 1981        | Koji Tanigawa     | Takahiro Ōhashi | Kohei Funae |
| Ichijiyosen toppa ト組 / To-gumi | Takahiro Ōhashi     | 大橋貴洸    | 1992        | Takahiro Ōhashi   | Takahiro Ōhashi | Kohei Funae |

### 8-Kumi
| Qualité                           | Compétiteur        | Compétiteur | Compétiteur | 1er Tour         | Demi-finale   | Finale        |
| --------------------------------- | ------------------ | ----------- | ----------- | ---------------- | ------------- | ------------- |
| kisei chōsen keiken-sha           | Toshiyuki Moriuchi | 森内俊之    | 1970        | Masataka Goda    | Masataka Goda | Masataka Goda |
| Jun'i-sen B1                      | Masataka Goda      | 郷田真隆    | 1971        | Masataka Goda    | Masataka Goda | Masataka Goda |
| Jun'i-sen A                       | Tetsuro Itodani    | 糸谷哲郎    | 1988        | Tetsuro Itodani  | Masataka Goda | Masataka Goda |
| Jun'i-sen B2                      | Keita Inoue        | 井上慶太    | 1964        | Tetsuro Itodani  | Masataka Goda | Masataka Goda |
| Jun'i-sen B2                      | Takashi Abe        | 阿部隆      | 1967        | Yoshikazu Minami | Ryuma Tonari  | Masataka Goda |
| kisei chōsen keiken-sha           | Yoshikazu Minami   | 南芳一      | 1963        | Yoshikazu Minami | Ryuma Tonari  | Masataka Goda |
| Ichijiyosen toppa チ組 / Chi-gumi | Ryuma Tonari       | 都成竜馬    | 1990        | Ryuma Tonari     | Ryuma Tonari  | Masataka Goda |